# 勒内-安托万·费尔绍·德·列奥米尔
勒内-安托万·费尔绍·德·列奥米尔（René-Antoine Ferchault de Réaumur，法語發音：[ʁəne ɑ̃twan fɛʁʃo də ʁeomyʁ]；1683年2月28日—1757年10月17日；又译雷奥米尔），法國科學家，在許多不同的領域都有成就，尤其是昆蟲的研究。他於1731年提出列氏溫標。